# ムンディファーマ
ムンディファーマ株式会社（Mundipharma K.K.）は、慢性疼痛、呼吸器疾患、消毒薬などを専門領域とする世界70か国以上でライセンシングネットワークを展開する製薬企業ムンディファーマ（Mundipharma）の日本法人。

## ビジョン
難治性・悪性疾患に対する革新的な治療薬を開発し、早く医療現場に提供していくことで、患者のQOLと延命に貢献すること。高い医療ニーズのある限られた領域で、このような治療薬を継続的に提供し、医療の進歩に貢献できる会社になる事を掲げている。

## 事業内容
医薬品の研究・開発および製造・販売

## 日本国内主要製品（製造販売元）
- ポビドンヨード（殺菌消毒剤「イソジン®」）
- プララトレキサート（抗悪性腫瘍剤 「ジフォルタ®注射液20mg」）
- フォロデシン塩酸塩カプセル （抗悪性腫瘍剤/PNP阻害剤「ムンデシン®カプセル」）
- 抗悪性腫瘍剤・放射性医薬品・放射標識抗CD20モノクローナル抗体（ゼヴァリン®静注用セット）
- 全身麻酔剤（アネレム静注用50㎎）

## 企業沿革
- 1957年 -ムンディファーマAGを設立（スイス）
- 1961年 - 提携を通じて殺菌消毒薬「イソジン®」を導入（日本市場参入の始まり）
- 1989年 - 塩野義製薬株式会社との提携を通じて持続性癌疼痛治療剤を上市
- 1991年 - 日本法人であるムンディファーマ株式会社を設立
- 1994年 - 日医工株式会社との提携でキサンチン系気管支拡張剤（テオフィリン徐放錠）を上市
- 2008年 - フォロデシン塩酸塩で厚生労働省の希少疾病医薬品指定を取得
- 2011年 - 経皮吸収型持続性疼痛治療剤の製造販売承認を取得し、上市
- 2014年 - プララトレキサートで厚生労働省の希少疾病医薬品指定を取得
- 2016年
  - スペクトラム・ファーマシューティカルズ合同会社を吸収合併
  - 抗悪性腫瘍剤・放射性医薬品・放射標識抗CD20モノクローナル抗体（イブリツモマブ）を承継
  - イソジン®ブランド製品を承継、販売開始[1][2][3]
- 2017年
  - 抗悪性腫瘍剤/PNP阻害剤（フォロデシン塩酸塩カプセル）の製造販売承認を取得、販売開始
  - 抗悪性腫瘍剤（プララトレキサート）の製造販売承認を取得、販売開始
- 2020年
  - 全身麻酔剤（注射用レミマゾラムベシル酸塩）の製造販売承認を取得、販売開始
- 2021年
  - 設立30周年
- 2024年
  - 「イソジン」を含むコンシューマーヘルスケア事業をアイノヴァファーマへ売却（日本での「イソジン」の製造販売元も同年7月にアイノヴァファーマの日本法人であるiNova Pharmaceuticals Japanへ移管）